# Amblyodipsas unicolor
Amblyodipsas unicolor är en ormart som tillhör släktet Amblyodipsas inom familjen stilettormar. Den är en av de mer vanligt förekommande arterna i släktet.

## Kännetecken
Ormen är giftig men förmodligen ofarlig för människor. 

## Utbredning
Djuret förekommer i Centralafrikanska Republiken, Uganda, Kenya, Tanzania, Elfenbenskusten, Kongo-Kinshasa (Zaire), Gambia, Senegal, Guinea-Bissau, Guinea, Burkina Faso, Niger och Tchad.

## Levnadssätt
Arten äter möss och geckoödlor.